# Liste der Kulturdenkmäler in Manderscheid
In der Liste der Kulturdenkmäler in Manderscheid sind alle Kulturdenkmäler der rheinland-pfälzischen Stadt Manderscheid aufgeführt. Grundlage ist die Denkmalliste des Landes Rheinland-Pfalz (Stand: 10. August 2023).

## Einzeldenkmäler
| Bezeichnung                          | Lage                                                    | Baujahr                            | Beschreibung | Bild                           |
| ------------------------------------ | ------------------------------------------------------- | ---------------------------------- | --- | ------------------------------ |
| Villa                                | Dauner Straße 11 Lage                                   | um 1900                            | späthistoristische Villa, um 1900 | BW                             |
| Kriegerdenkmal                       | Grafenstraße Lage                                       | 1920er oder 1930er Jahre           | Kriegerdenkmal 1914/18, Steinpfeiler mit Kapitell | BW                             |
| Wegekreuze und Bildstöcke            | Grafenstraße, bei Nr. 1 Lage                            | 17. und 18. Jahrhundert            | hinter dem Heimatmuseum: drei Wegekreuze, 17. und 18. Jahrhundert; Kreuzigungsbildstock, bezeichnet 1680; Schaftkreuz, bezeichnet 1685, Abschlusskreuz bezeichnet 1787; Bildstock, bezeichnet 1634 | Fotos hochladen                |
| Katholische Pfarrkirche St. Hubertus | Kirchstraße Lage                                        | 1692                               | am Neubau von 1965: Westturm des Vorgängerbaus, 1692 | weitere Bilder Fotos hochladen |
| Wohnhaus                             | Kirchstraße 28 Lage                                     | Ende des 18. Jahrhunderts          | stattliches Wohnhaus (ehemaliges Pfarrhaus ?); Krüppelwalmdachbau, Ende des 18. Jahrhunderts oder um 1800 | Fotos hochladen                |
| Verwaltungsgebäude                   | Kurfürstenstraße 15 Lage                                | zweite Hälfte des 16. Jahrhunderts | ehemalige kurfürstliche Kellerei; fünfachsiger Putzbau, im Kern angeblich aus der zweiten Hälfte des 16. Jahrhunderts | Fotos hochladen                |
| Tür                                  | Kurfürstenstraße, an Nr. 17 Lage                        | um 1820/30                         | eineinhalbflügelige Tür aus der Bauzeit um 1820/30 | Fotos hochladen                |
| Heimatmuseum                         | Kurfürstenstraße 24 Lage                                | um 1820/30                         | repräsentativer klassizistischer Krüppelwalmdachbau, um 1820/30 | Fotos hochladen                |
| Wohnhaus                             | Kurfürstenstraße 28 Lage                                | um 1820/30                         | klassizistischer Krüppelwalmdachbau, um 1820/30 | Fotos hochladen                |
| Heiligenhäuschen                     | Kurfürstenstraße, bei Nr. 35 Lage                       | 17. oder 18. Jahrhundert           | Rotsandstein, 17. oder 18. Jahrhundert | Fotos hochladen                |
| Burgschmiede                         | Mühlenweg 1 Lage                                        | 1769                               | Torfahrthaus, bezeichnet 1769 | weitere Bilder Fotos hochladen |
| Talmühle                             | Mühlenweg 5 Lage                                        | 1542                               | ehemalige Talmühle; teilweise mit Zierfachwerk, linker Eingang bezeichnet 1542, rechter Eingang aus dem 19. Jahrhundert | Fotos hochladen                |
| Bildstock                            | Niedermanderscheider Straße, Ecke Zur Turnierwiese Lage | 1680                               | Kreuzigungsbildstock; Rotsandstein, bezeichnet 1680 | Fotos hochladen                |
| Gasthaus                             | Niedermanderscheider Straße 2 Lage                      | 16. oder 17. Jahrhundert           | im Kern wohl Fachwerkbau, 16. oder 17. Jahrhundert, im 18. Jahrhundert weitgehend massiv erneuert und erweitert | Fotos hochladen                |
| Ortsbefestigung Niedermanderscheid   | Niedermanderscheider Straße, bei Nr. 4 und 6 Lage       | vor 1437                           | runder Halbturm der vor 1437 entstandenen Ummauerung, Turmfragment der Erweiterung des 15. Jahrhunderts | BW                             |
| Schulhaus                            | Schulweg 8/10 Lage                                      | um 1920/30                         | ehemalige Schule; Zweiflügelanlage; Walmdachbauten, teilweise verschiefert, Reformarchitektur, um 1920/30 | BW                             |
| Maarmuseum                           | Wittlicher Straße 11 Lage                               | um 1930                            | ehemalige Turn- und Festhalle; expressionistisch beeinflusste Formen des Neuen Bauens, um 1930 | weitere Bilder Fotos hochladen |
| Niederburg Manderscheid              | östlich des Ortes Lage                                  | zweite Hälfte des 12. Jahrhunderts | wohl aus der zweiten Hälfte des 12. Jahrhunderts, seit 1618 unbewohnt; ausgedehnter Zwinger der Vorburg mit Rundturm; viereckiger Bergfried, 12. Jahrhundert; Palas über zwei tonnengewölbten, übereinander liegenden Kellern, 1427/28 und gegen Ende des 16. Jahrhunderts erneuert; rechteckiger Turm, 12. und 14. Jahrhundert, Rest einer Wendeltreppe; bauliche Gesamtanlage mit den Resten der Ortsbefestigung (Niedermanderscheider Straße, bei Nr. 4 und 6) | weitere Bilder Fotos hochladen |
| Oberburg Manderscheid                | östlich des Ortes Lage                                  | 1166                               | Reste der Ringmauer und des Bergfrieds, wohl noch von der 1166 neu errichteten, 1673 zerstörten Burg; bauliche Gesamtanlage | weitere Bilder Fotos hochladen |
| Kreuzwegstation                      | östlich des Ortes an der K 18 Lage                      | um 1900                            | Heiligenhäuschen mit Sandsteinrelief „Jesus am Ölberg“, um 1900 (?) | BW                             |

## Ehemalige Kulturdenkmäler
| Bezeichnung | Lage                  | Baujahr | Beschreibung                                                                                                   | Bild |
| ----------- | --------------------- | ------- | --- | ---- |
| Wohnhaus    | Klosterstraße 12 Lage |         | Fachwerkhaus, teilweise massiv, verputzt, barocker Oberlichteingang; abgebrochen und aus Denkmalliste gelöscht | BW   |